# Drambuie
Il Drambuie (pronunciato [dræmˈbjuːi] o [dræmˈbuːi]) è un liquore scozzese all'aroma di miele ed erbe ricavato da whisky, miele di brugo e una miscela segreta di erbe e spezie. Il sapore rimanda a zafferano, miele, anice, noce moscata ed erbe.
È prodotto in Broxburn, nel Lothian dell'ovest, in Scozia e può essere servito "puro" (a temperatura ambiente senza ghiaccio), on the rocks (con ghiaccio), o usato come ingrediente in un cocktail.
La gradazione alcolica del Drambuie è del 40%.

## Etimologia
Il nome "Drambuie" proviene dalla frase in gaelico scozzese An Dram Buidheach, che significa "la bevanda che soddisfa". Fu coniata nel 1893 alla locanda di Broadford, sull'isola di Skye.

## Storia
Dopo la battaglia di Culloden (1746), il principe Charles Edward Stuart fuggì sull'isola di Skye. Qui fu accolto dal capitano John MacKinnon del clan MacKinnon. Secondo la leggenda, il principe lo ricompensò con la preziosa ricetta della bevanda, inventata anni prima dal suo farmacista personale. Alcuni storici considerano la storia solo una trovata pubblicitaria.
Un'altra leggenda sostiene che la ricetta fu tramandata nella seconda metà del XIX secolo dal clan MacKinnon a James Ross, il gestore del Broadford Hotel sull'isola di Skye. Ross sviluppò e migliorò la ricetta, inizialmente per una ristretta cerchia di amici, uno dei quali avrebbe poi battezzato il liquore. Ross si espanse, esportando il liquore in Francia e negli Stati Uniti e brevettò la ricetta a Londra.
Ross morì giovane; per provvedere all'istruzione dei figli la vedova vendette la ricetta a un differente MacKinnon, nella prima metà del XX secolo e da allora la ditta MacKinnon ha prodotto la bevanda.
La prima distribuzione commerciale di Drambuie si ebbe ad Edimburgo nel 1910. Ne furono vendute solo dodici casse. Nel 1916 il Drambuie fu il primo liquore ammesso nelle cantine della Camera dei Lords e fu spedito in tutto il mondo alle guarnigioni dell'Esercito di Sua Maestà. Negli anni 1980 i produttori cominciarono a pubblicizzare il liquore e successivamente si è cercato di rafforzare il marchio dopo un calo di popolarità e di vendite.